# Сага о Йёсте Берлинге
«Сага о Йёсте Берлинге» (швед. Gösta Berlings saga) — первый роман Сельмы Лагерлёф, вышедший в 1891 году.
Роман был написан под влиянием модного в то время шведского неоромантизма, а использование фольклорных образов и сверхъестественных элементов в повествовании приближает произведение к  магическому реализму.
Художественную реальность романа Сельма Лагерлёф переносит в 1820-е годы в одну из шведских провинций — Вермланд. Главный герой романа — лишивший себя сана священник Йёста Берлинг, любитель женщин, вина и празднеств. После отречения от сана герой ощущает себя безжизненным, превращается в «живой труп», пытается покончить с собой. К жизни его возвращает Маргарита Сельсинг, майорша из Экебю, которая управляет большим состоянием, заводами, людьми.
Йёста живёт в усадьбе Экебю, предается праздному веселью, очаровывает женщин, поёт песни, пьёт вино вместе с весёлыми кавалерами старой майорши.
Но шесть лет спустя, в ночь под Рождество, кавалеры заключают договор с нечистой силой по совету демонического заводчика Синтрама. Им передаются владения майорши в обмен на обещание не делать в этот год ничего разумного, полезного или не достойного кавалера. Майоршу с позором изгоняют из собственного дома.
Йёста быстро разочаровывается в праздной жизни, это подвергает опасности его душу, ведь главным условием договора с нечистой силой было постоянное веселье. Спасение приходит к Йёсте с самоотречением и любовью к людям. Одна из главных тем романа — Любовь Побеждает Всё. Одна из глав романа так и называется Amor Vincit Omnia. Сельма Лагерлёф имеет в виду христианскую любовь. Писательница в жизни была довольно религиозна и в своих произведениях много внимания уделяла морали и духовному развитию человеческой личности.

## Адаптации
- 1924 (немой фильм, Швеция), «Сага о Йёсте Берлинге[англ.]», режиссёр Мориц Стиллер. Первая существенная роль Греты Гарбо (Элизабет Дона).
- Опера Риккардо Дзандонаи «Кавалеры из Экебю» (1925).